# Sylfik zielonokryzy
Sylfik zielonokryzy (Lophornis chalybeus) – gatunek małego ptaka z rodziny kolibrowatych (Trochilidae). Endemit Brazylii. Żeruje przeważnie na kwitnących drzewach. Jego lot przypomina lot pszczoły.
WyglądDługość ciała 7,5–9,1 cm; masa ciała około 3 g, odnotowane masy 2,2–2,4 g prawdopodobnie dotyczą osobników młodocianych. Krótki, prosty dziób. Pióra ciemnozielone, z metalicznym połyskiem na bokach głowy. Połysk zachodzi na kryzę z białymi plamami. Samica nie posiada kryzy, boki głowy i podbródek białe.
Zasięg, środowiskoPołudniowo-wschodnia Brazylia – od stanu Espírito Santo do stanu Santa Catarina. Być może zalatuje sezonowo do Urugwaju. Występuje w wilgotnych lasach równikowych, lasach wtórnych i na obrzeżach lasów, a także na terenach otwartych (cerrado). Spotykany do wysokości 1000 m n.p.m.
SystematykaObecnie L. chalybeus uznawany jest za gatunek monotypowy; do niedawna zaliczano do niego dwa podgatunki verreauxii i klagesi, które wyodrębniono do osobnego gatunku o nazwie Lophornis verreauxii (sylfik zielonoczelny).
StatusIUCN od 2023 roku klasyfikuje sylfika zielonokryzego za gatunek najmniejszej troski (LC, Least Concern); wcześniej, od 2014 roku był on uznawany za gatunek bliski zagrożenia (NT, Near Threatened). Liczebność światowej populacji nie została oszacowana, ale ptak ten jest często spotykany w obrębie swego zasięgu występowania. Ze względu na brak dowodów na spadki liczebności bądź istotne zagrożenia dla gatunku BirdLife International uznaje trend liczebności populacji za prawdopodobnie stabilny.